# Bothriochloa meridionalis
Bothriochloa meridionalis är en gräsart som beskrevs av M.Marchi och Longhi-wagner. Bothriochloa meridionalis ingår i släktet Bothriochloa och familjen gräs. Inga underarter finns listade i Catalogue of Life.